# Ruth Faller Graf
Ruth Faller Graf (* 20. Dezember 1969) ist eine Schweizer Politikerin (SP).

## Leben
Sie wuchs in Arbon als eines von vier Kindern auf. Sie besuchte das Lehrerseminar in Kreuzlingen, studierte in Zürich Jura und machte das Anwaltspatent. Seit 2011 gehört sie dem Bezirksgericht Kreuzlingen an, das sie seit 2016 präsidiert.
Sie wohnt in Kreuzlingen, ist verheiratet und Mutter einer Tochter.

## Politik
Von 2001 bis 2010 war sie Gemeinderätin in Frauenfeld. 2011 trat sie bei der SP Thurgau als Mitglied bei.
Am 18. Mai 2025 kandidiere sie als einzige Kandidatin um die Nachfolge der Thurgauer Regierungsrätin Sonja Wiesmann (†) und wurde gewählt.